# Xipe-Totec

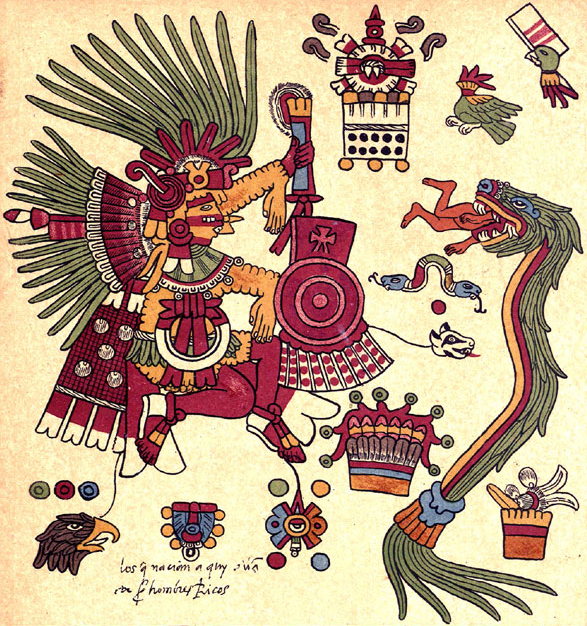
Imagem de Xipe Totec no calendário Tonalamatl de 260 dias.

Xipe-Totec era considerado o deus da fertilidade para os astecas. Era o deus da vegetação primaveril, da Primavera eterna, dos vegetais. Significa "nosso senhor esfolado", coberto com a pele de uma vitima de sacrifício, que simbolizava a vegetação que cada ano cobre a terra.
Era muito relacionado com Huitzilopochtli, já que Xipe Totec era um antigo deus guerreiro.
Também era um deus Tolteca.
Para honrá-lo, sacerdotes esfolavam seres humanos, arrancando a pele da vítima viva na Tlacaxipehualiztli, a festa de Xipe Totec, que também era considerado o deus da Terra e da Primavera.